# Giorgio Guzzetta
Padre Giorgio Guzzetta (in albanese: Atë Gjergji Guxeta; in latino: Pater Georgius Guzzetta; Piana degli Albanesi, 23 aprile 1682 – Partinico, 21 novembre 1756) è stato un presbitero e missionario italiano appartenente alla minoranza albanese di Sicilia. Venerabile, fu sacerdote illustre per dottrina. È figura nota del cristianesimo greco-cattolico.

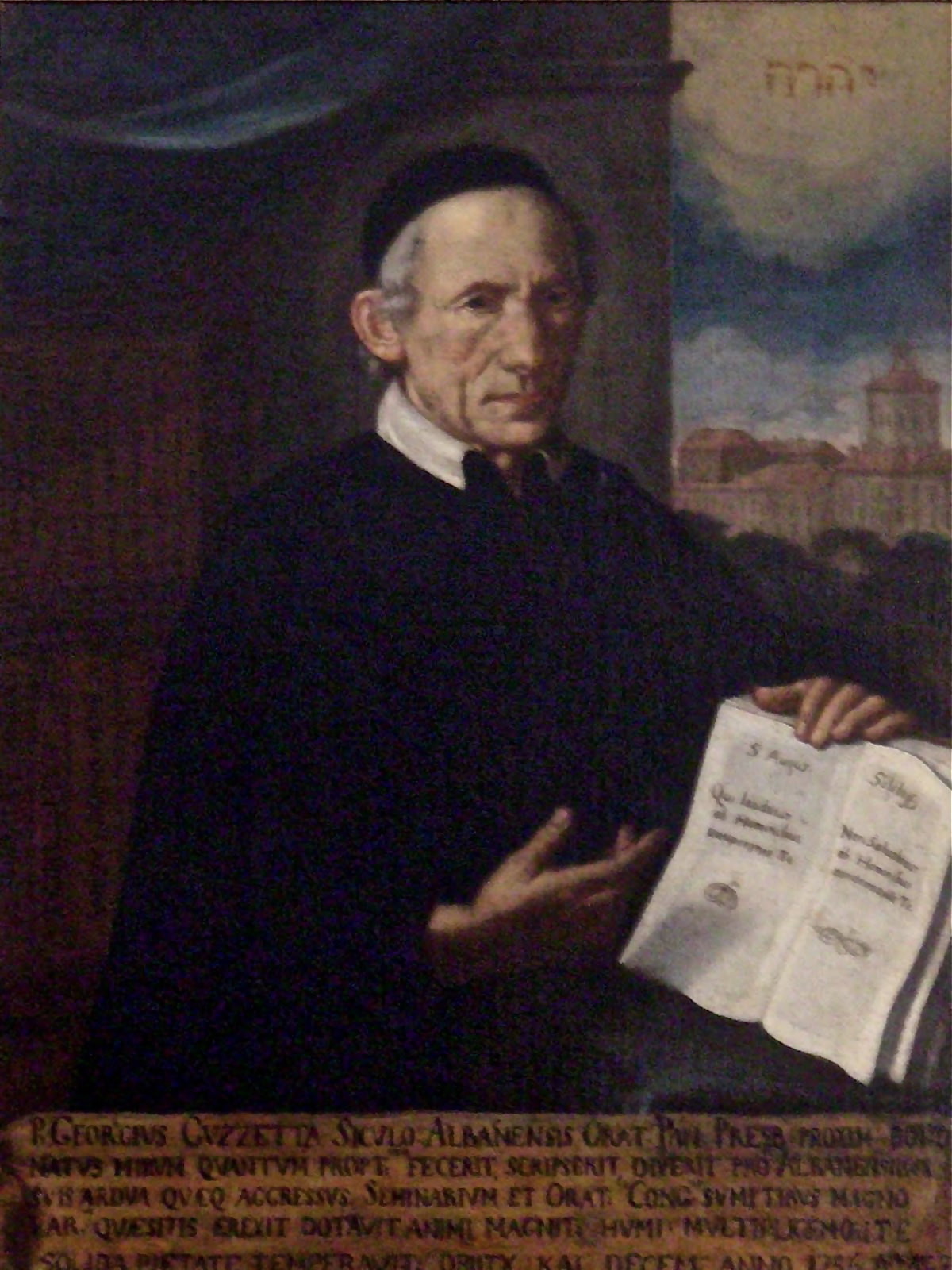
Padre Giorgio Guzzetta

Apostolo degli Albanesi di Sicilia, rifulse nella predicazione e nell'esercizio esemplare delle virtù cristiano-cattoliche. Si prodigò per l'Unione delle Chiese e costantemente nella difesa dell'identità culturale, linguistica e religiosa del suo popolo.
Nella piena osservanza del rito orientale dei Padri, fu il fondatore di importanti istituti per la formazione maschile e femminile degli italo-albanesi di tutte le colonie: l'Oratorio San Filippo Neri per i sacerdoti celibi di rito bizantino; il Collegio di Maria, con papàs Antonio Brancato, per la gioventù femminile arbëreshe, questi nella cittadina natale di Piana degli Albanesi; e il Seminario Italo-Albanese di Palermo, collegio fondamentale per l'istruzione del clero, ove i futuri sacerdoti erano educati secondo le proprie tradizioni.

Il Seminario Italo-Albanese fornì un sostegno decisivo alla salvaguardia e allo sviluppo del patrimonio religioso e culturale della comunità siculo-albanese, divenendo un vero e proprio focolaio di studi albanologici non paragonabile o ritrovabile, sino al XVIII secolo, in nessun altro paese europeo o balcanico per la molteplicità e varietà delle sue attività intellettuali e sociali. Il suo nome è legato, inoltre, alla prima scoperta nel 1740 del più antico testo in lingua albanese conosciuto, il Meshari di Gjon Buzuku.
Per i tempi in cui operò, fu il promotore di un innato ecumenismo per l'unità della Chiesa, essendo egli grande precursore dell’apostolato per il ritorno delle chiese separate d’Oriente all’unità cattolica.
La sua personalità suscita l'interesse in ambito religioso, culturale e letterario. Dal 1934 è in corso la sua causa di beatificazione.

## Biografia
Il venerabile padre Giorgio Guzzetta nacque a Piana degli Albanesi il 23 aprile 1682 da una famiglia in povere condizioni economiche. I genitori, Lorenzo Guzzetta e Caterina Mamola, agricoltori, avevano conservato le tradizioni della terra d'origine, l'Albania, e assicurarono a tutti gli otto figli un'istruzione.
Dopo aver compiuto studi di lettere presso i gesuiti di Trapani, entrò nel Seminario arcivescovile di Monreale, da cui dipendevano ecclesiasticamente le colonie di albanesi di Sicilia che, nel corso del XV-XVI secolo, si erano rifugiate per motivi politici e religiosi in Italia. Conseguito il dottorato in "Sacra Teologia", fu assunto come traduttore di greco classico alla corte del cardinale arcivescovo Francesco del Giudice che lo promosse prosegretario. La prospettiva di una brillante carriera, e la proposta di accompagnare il cardinale in Spagna, non distolsero il chierico dalla chiamata ad una vita sacerdotale vissuta nella semplicità e nella piena dedizione apostolica.

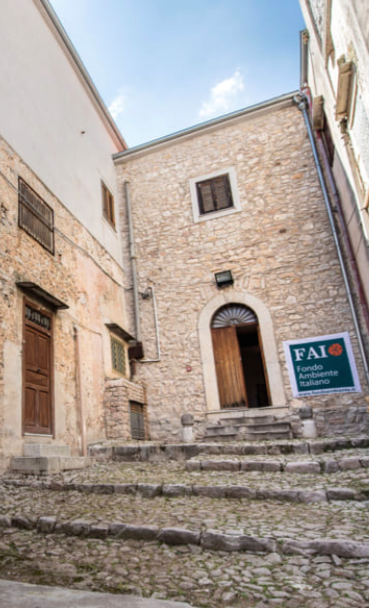
Entrata anteriore dell'ex Oratorio di S. Filippo Neri (Rritiri) in Piana degli Albanesi, fondato da Guzzetta

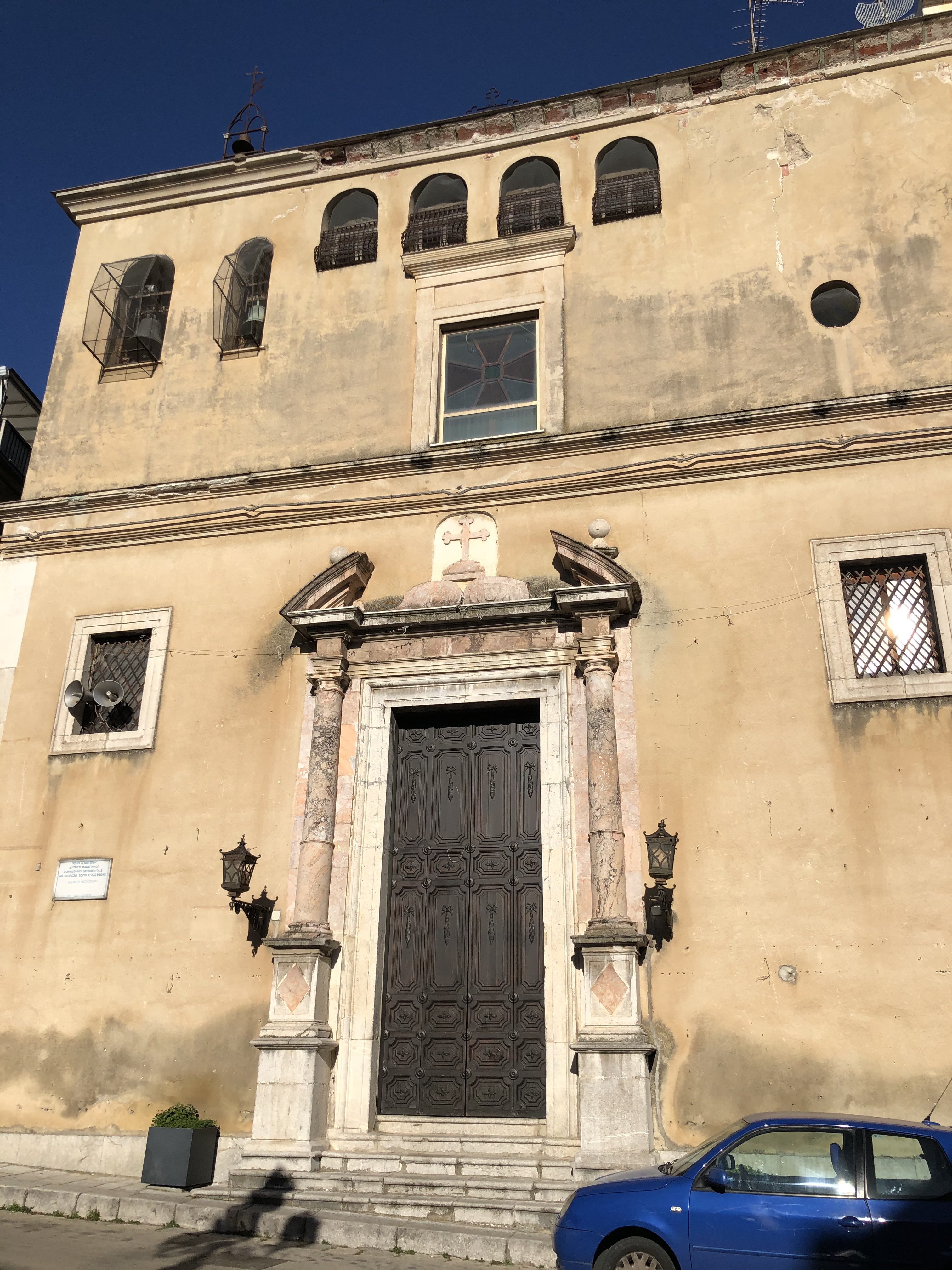
Il Santuario della SS. Madonna Odigitria in Piana degli Albanesi, a cui è affiancato il Collegio di Maria, fondato da Guzzetta

Lasciata la diocesi di Monreale decise di entrare nella congregazione dei preti dell'Oratorio di San Filippo Neri in Palermo (dicembre 1706), rinunciando al rito bizantino per ricevere l'ordinazione sacerdotale e potersi dedicare con amore alle tradizioni culturali e religiose della sua gente albanese. Ordinato sacerdote nel 1707 ebbe sotto la sua guida spirituale cavalieri, principi e vescovi.
Nel 1716 poté aiutare apostolicamente la sua terra, fondando, per sua iniziativa, la Congregazione dell'Oratorio di San Filippo Neri (Rritiri) per i sacerdoti celibi di rito bizantino, detto anche greco, che si dedicavano, in povertà, ad istruire ed educare la gioventù albanese di Sicilia.
Con Papàs Antonio Brancato promosse, inoltre, la fondazione del Collegio di Maria di Piana degli Albanesi (1733) per la formazione delle fanciulle del paese e delle colonie siculo-albanesi.
Nel 1734 fondò il Seminario Italo-Albanese di Palermo per la gioventù di rito bizantino delle colonie albanesi di Sicilia, raggiungendo la meta di un desiderio coltivato fin dagli anni della adolescenza, quello di un seminario in cui i futuri sacerdoti, fino ad allora costretti a frequentare i seminari latini, potessero essere istruiti negli usi del culto bizantino e nelle patrie tradizioni linguistiche e culturali albanesi. Durante i primi secoli del loro insediamento, senza una stabilità politica e senza un vescovo di rito greco, i giovani "greci" [albanesi di rito greco] che intendevano dedicarsi al sacerdozio erano costretti a studiare nei seminari cattolici e, per essere ordinati sacerdoti, dovevano recarsi a Roma [al Collegio Greco]. Da ciò derivarono due gravi problemi: primo, essi non potevano approfondire mai le conoscenze liturgiche e la disciplina della loro Chiesa; secondo, i loro viaggi nella capitale del mondo orientale risultavano molto dispendiosi. Per cui, divenendo esiguo il numero dei sacerdoti e divenendo il clero bizantino sempre più ignorante, c’era il palese pericolo della completa estinzione del rito, nonché del linguaggio e dei costumi patri.
Fu padre Guzzetta a gettare le basi dell'edificio della cultura arbëreshe, dove la lingua e le tradizioni albanesi in Sicilia si sarebbero conservate intatte. Nella sua scuola fu educata quasi tutta l'intelligenza delle colonie dell'isola con uno spirito che era pienamente in sintonia con il patrimonio religioso e culturale della Patria dei Padri.
Il Seminario Albanese di Palermo divenne la fucina di futuri letterati, che portarono avanti la fede e le tradizioni dagli antenati di padre Guzzeta con un'ampia cultura umanistica e una profonda conoscenza della liturgia bizantina.
Si adoperò per l'istituzione di un vescovado di rito bizantino-greco per gli albanesi di Sicilia, che sarebbe stata ordinata dopo la sua morte con Bolla di Pio VI del 6 febbraio 1784 e approvata con regio decreto del 10 gennaio 1785. Non vide l'edificazione tanto sperata di una Chiesa Italo-Albanese secondo il proprio rito, eretta solo tra il 1919 e il 1937. Antesignano del Concilio Vaticano I, lavorò per il ritorno dell'Oriente cristiano all'unità della Chiesa. Si adoperò anche in ambito civile, realizzando opere come la fontana a lui omonima nel paese natio.
Profondo conoscitore della cultura classica, scrisse, fra l'altro, "Cronica della Macedonia fino ai tempi di Skanderbeg", l'"Etimologico" e l'ancora inedito "De Albanensibus Italiae rite excolendis, ut siti totique Ecclesiae prosint", che contiene uno dei primi contributi alla descrizione e allo studio della lingua albanese.

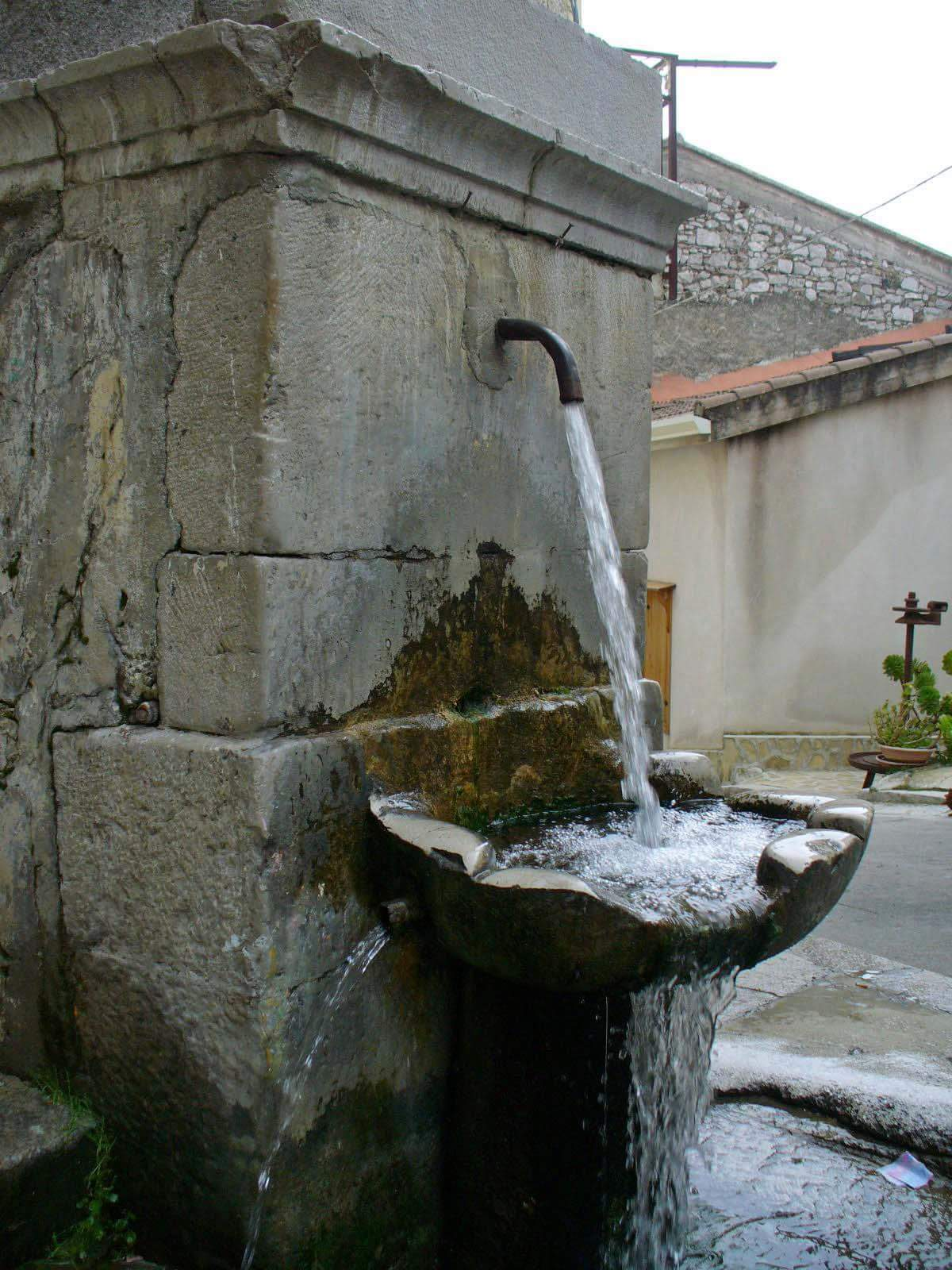
La fontana Kanalli i ri (Il Canale Nuovo), realizzata per interesse di Guzzetta

Il suo nome è legato alla prima scoperta del più antico testo in lingua albanese conosciuto, il Messale (Meshari) di Gjon Buzuku, trovato casualmente nel 1740 nella biblioteca del Collegio Propaganda Fide dall'albanese Gjon Nikollë Kazazi (1702-1752), arcivescovo di Skopje, che si curò di inviare una copia al Guzzetta.
Morì in fama di santità, provato da una lunga malattia che lo rese cieco e dalla fatica degli anni, il 21 novembre 1756 nel convento dei padri di San Filippo Neri di Partinico e fu sepolto nella Chiesa di Sant'Ignazio all'Olivella in Palermo. Le spoglie incorrotte di Padre Giorgio Guzzetta, del quale è in corso la causa di beatificazione, dal 1954 riposano nella Cattedrale di Piana degli Albanesi.
A lui sono intitolate i nomi di alcune vie nei centri albanesi di Sicilia e Calabria. Nella città di Palermo, gli sono intitolate la piazza antistante l'ex Seminario Italo-Albanese e una via cittadina; nella città natale di Piana degli Albanesi, gli è dedicata la fontana omonima (più nota in albanese come Kanalli i Ri), due vie del centro storico e l'ex scuola superiore magistrale presso il Collegio di Maria.

## Opere principali
Il sacerdote albanese di Sicilia, padre Gjergji Guxeta, con i suoi scritti alzò la voce in difesa della Nazione albanese e fornì i mezzi per l'istituzione del Seminario di Palermo, che sarebbe diventato uno dei principali centri della cultura e del patriottismo albanese, la culla di una costellazione di scrittori e poeti di spicco, tutti cattolici di rito greco.
- Cronica della Macedonia fino ai tempi di Skanderbeg
- Etimologico
- PDF Archiviato il 15 gennaio 2018 in Internet Archive. L'osservanza del rito presso gli Albanesi d'Italia perché giovino a se stessi e a tutta la Chiesa (De Albanensium Italie rite excolendis ut sibi totique S. Ecclesie), Palermo 2007 (ristampa)

### Altri scritti
- In difesa delle monache basiliane del real monastero del Ss. Salvatore di Palermo, Napoli 1722 (con lo pseudonimo di Ellenio Agricola).
- Apologia istorica dell'uso della crocetta d'argento, che portano pendente sul petto, le monache basiliane del Real Monastero del Santissimo Salvatore della città di Palermo, scritta, e presentata alle medesime reverende madri dal signor Ellenio Agricola, Palermo 1722 (con lo pseudonimo di Ellenio Agricola).[11]
- Del diritto che hanno i serenissimi re di Sicilia sopra l'Albania, onde ben possono intitolarsi re e despoti, cioè signori di essa, Napoli 1740 circa.

Nota
Il venerabile padre Giorgio Guzzetta usava spesso firmarsi nei suoi scritti, almeno in giovinezza, con lo pseudonimo di fantasia "Ellenio Agricola".

## Arte

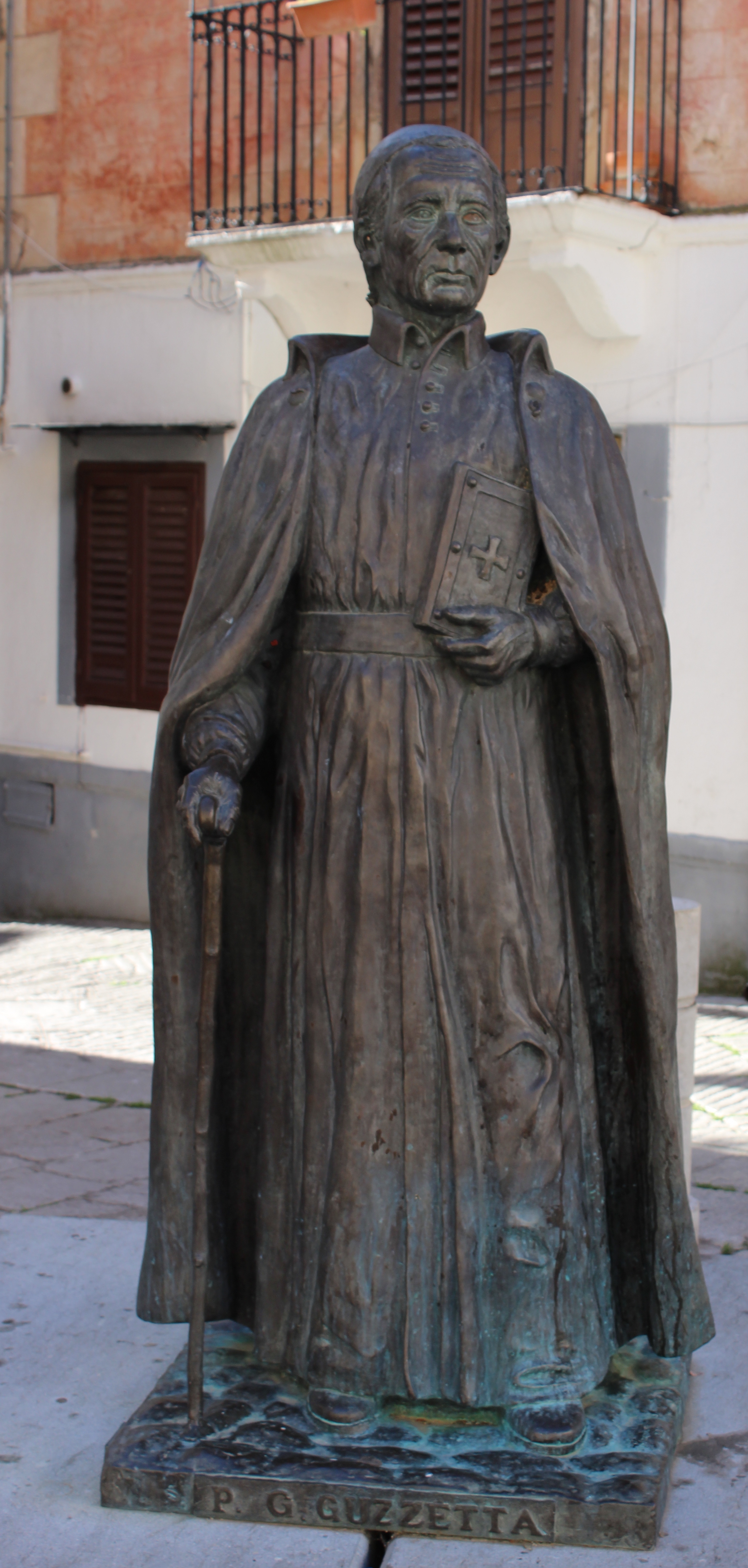
Spiridione Marino (2007), statua bronzea nella piazza principale di Piana degli Albanesi

Ritratti, dipinti e sculture, oltre alle pubblicazioni, hanno tramandato sino a noi la fama del Servo di Dio Padre Giorgio Guzzetta. Un artistico monumento, opera di Ignazio Marabitti, venne eretto nel Seminario Albanese di Palermo nel 1771, e trasferito nel 1950 nel nuovo Seminario Eparchiale Italo-Albanese in Piana degli Albanesi.

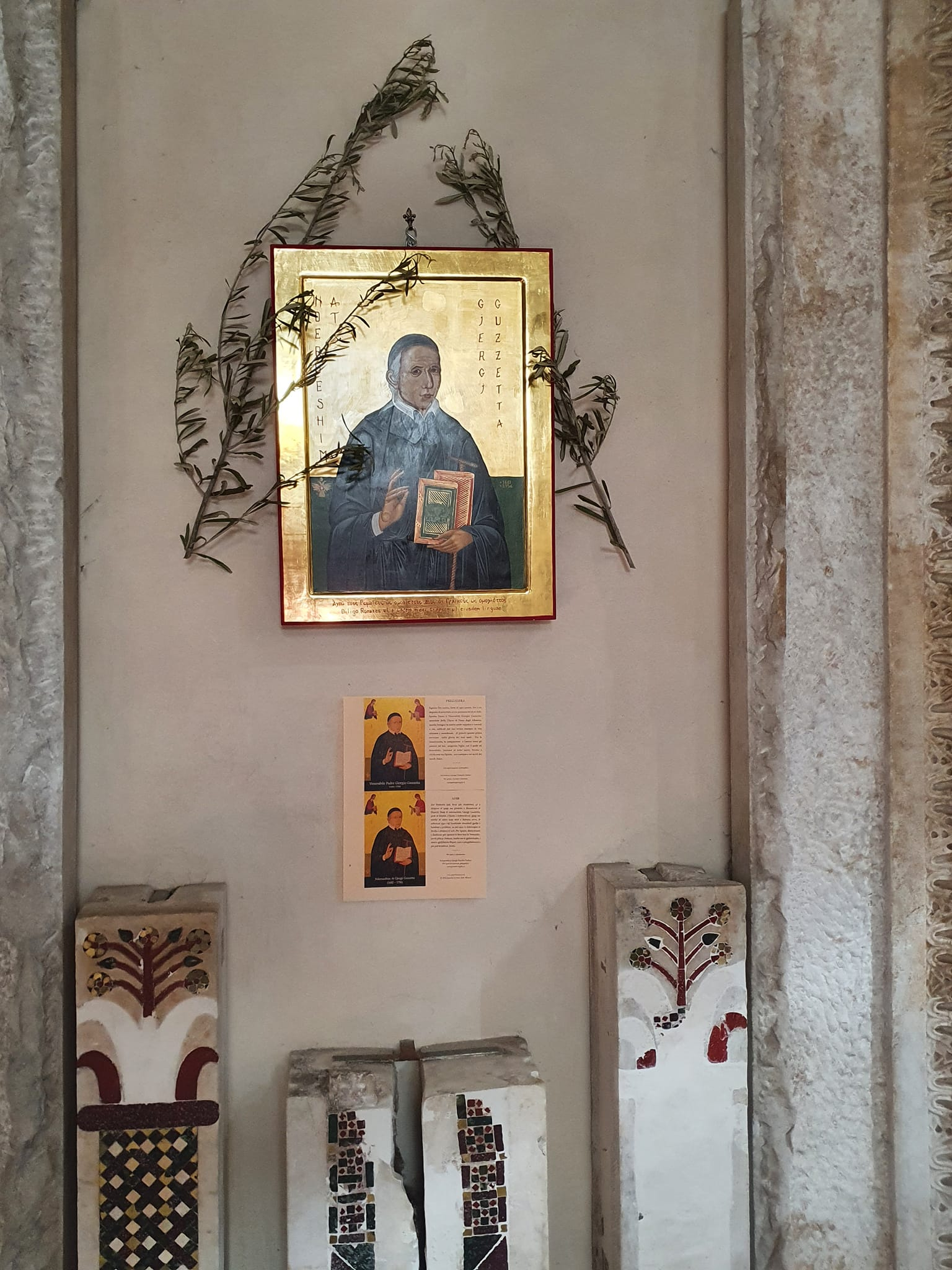
Icona di P. Guzzetta nella concattedrale italo-albanese di Palermo

Così cita l'epigrafe scolpita sotto questo monumento:
| D. O. M. GEORGIO GUZZETTA PLANENSI CONGREG. ORAT. PANORM. PRESBYTERO QUOD AD GRÆCAM SANCTÆ ROM. ECCL. CONCILIANDAM GENTI SUÆ SEMINARIUM A CAROLO III. SIC. REGE DOTATUM EREXERIT. PERFICIENDUMQUE CURARIT PARENTI PIISSIMO ALBANENSES EIC MNHMHN AIωNION H. M. P. MDCCLXXI |

Una recente statua bronzea, opera dell'artista italo-albanese Spiridione Marino (2009), adorna la piazza principale della sua cittadina natale.

## Processo di beatificazione

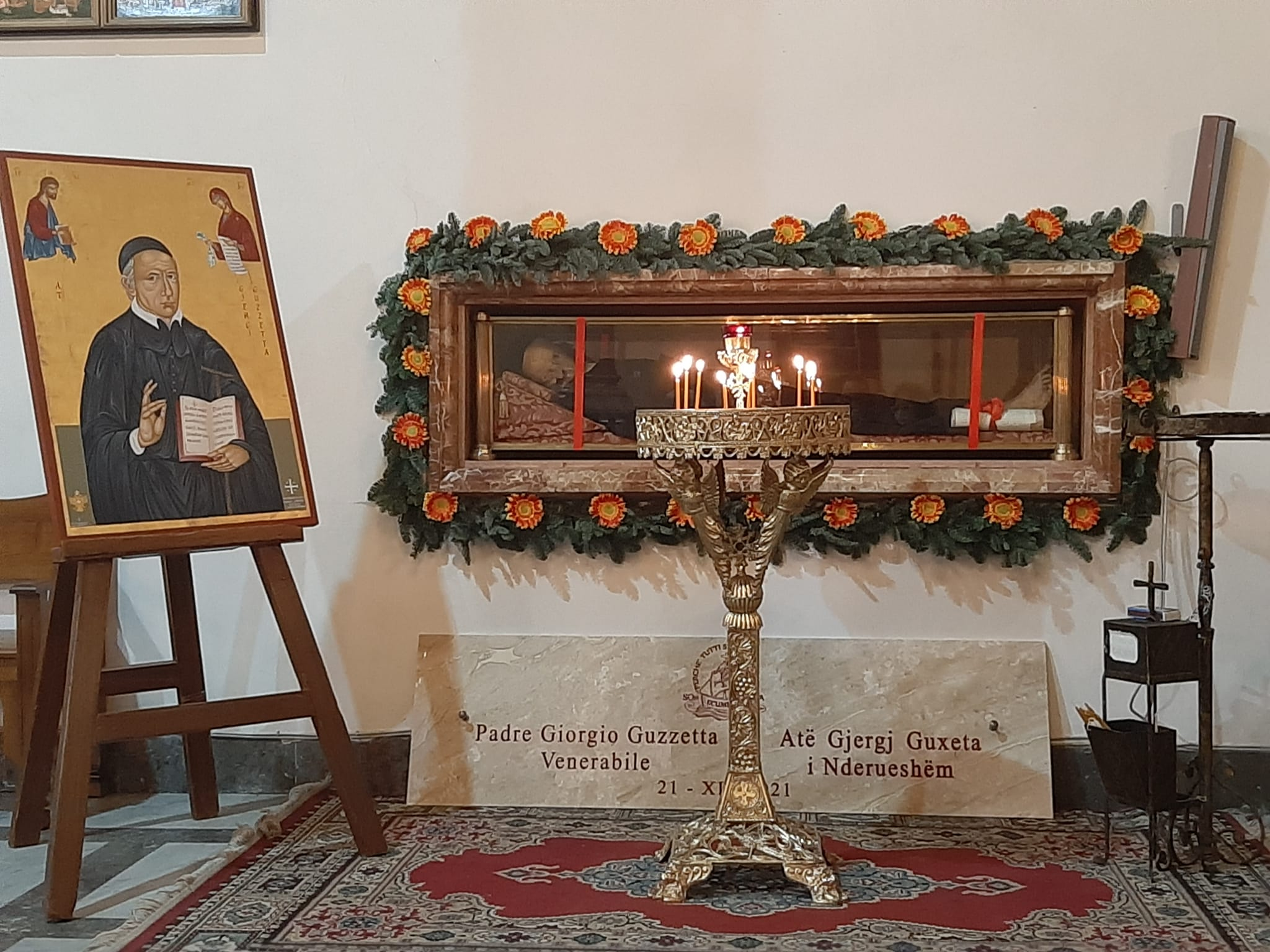
Spoglie mortali del venerabile Guzzetta, Cattedrale di Piana degli Albanesi

Nel 1934 ebbe inizio il processo di beatificazione, che ha subito varie interruzioni e che è stato più volte ripreso dai diversi eparchi di Piana degli Albanesi. Il 24 novembre 2017 si è conclusa l'inchiesta diocesana e tutta la documentazione è stata inviata alla Congregazione delle cause dei santi.
Preghiera per la beatificazione del Venerabile Padre Giorgio Guzzetta:
(SQ)
(IT)
Il 9 novembre 2021 la Congregazione delle cause dei santi, in sessione ordinaria, ha riconosciuto unanimemente che il Servo di Dio Padre Giorgio Guzzetta ha esercitato in grado eroico le virtù teologali, cardinali ed annesse. La positio sulla vita, le virtù e la fama di santità è stata sottoposta all'esame dei consultori storici il 12 gennaio 2021 ed il 15 giugno 2021 i consultori teologi hanno espresso parere favorevole.
Il 25 novembre 2021 è stato dichiarato venerabile da papa Francesco.
Viene fatta memoria della morte di P. Giorgio Guzzetta il 21 novembre, Festa dell'Ingresso della Madre di Dio al Tempio; così la preghiera:
(SQ)
(IT)

### Edizioni critiche e studi
- Sava Abate, Elogio funebre in occasione della riesumazione e traslazione del corpo di P. Giorgio Guzzetta, in L'Ora, Palermo 1906.
- Gaetano Petrotta, P. G. G., ossia la tradizione della Chiesa albanese di Sicilia, Piana degli Albanesi 1920.
- Tommaso Plescia, L'apostolo degli Albanesi in Sicilia, in Cronache italo-albanesi, 1926.
- A. Pecoraro, P. G. G. apostolo del ritorno dell'Oriente cristiano separato all'unità, in Atti della I Settimana di preghiere e di studi per l'Oriente cristiano, Palermo 1930.
- V. Savasta, Un precursore ed apostolo dell'unità: il P. G. G., in Atti della III Settimana di preghiere e di studi per l'Oriente cristiano, Venezia 1934.
- On. Bernardo Mattarella, P. Giorgio Guzzetta in "conferenza pronunziata il 9 maggio 1956 in Roma su invito della Associazione "Vatra e Arbreshvet" costituita dagli Italo-Albanesi residenti nella Capitale".
- U.A. Floridi, P. G. G. e l'eparchia, in La Voce cattolica, III (1957), pp. 391-494.
- V. Peri, L'ideale unionistico di p. G. G., in Atti del Convegno sul 250º anniversario del seminario italo-albanese di Palermo, in Oriente cristiano, Palermo 1985, n. 2-3, pp. 18-41.
- 1756-2006: 250° della morte del Servo di Dio P. Giorgio Guzzetta, in Oriente Cristiano, Eparchia di Piana degli Albanesi, 2006.
- PDF Bardhyl Demiraj, Aspekte të mendimit intelektual shqiptar në shek. XVIII. Atë Gjergj Guxeta dhe vendi i tij në historinë e albanologjisë, in Hylli i dritës - N. 3, 2007.
- Matteo Mandalà, “Padre Giorgio Guzzetta e le origini della costruzione d’identità arbëreshe”, in Hylli i Dritës, vol. 1, Shkodër, 2015, pp. 374-425.
- P. Adriano Castagna O.C. e Gaetano Passarelli (a cura di), Tratti della Spiritualità del Servo di Dio P. Giorgio Guzzetta, 2016.